# Championnat de La Réunion de football 1986
Navigation
DH 1985 DH 1987
Le Championnat de La Réunion de football 1986 ou DH 1986 était la 37e édition de la compétition. Il a été remporté par la SS Saint-Pauloise.

## Classement
| Rang | Équipe                  | Pts | J  | G  | N  | P  | Bp | Bc | Diff |
| ---- | ----------------------- | --- | -- | -- | -- | -- | -- | -- | ---- |
| 1    | SS Saint-Pauloise T     | 68  | 26 | 19 | 4  | 3  | 73 | 25 | +48  |
| 2    | CS Saint-Denis          | 65  | 26 | 17 | 5  | 4  | 53 | 18 | +35  |
| 3    | USS Tamponnaise P       | 61  | 26 | 12 | 11 | 3  | 35 | 20 | +15  |
| 4    | US Saint-André Léopards | 56  | 26 | 13 | 5  | 8  | 41 | 32 | +9   |
| 5    | JS Saint-Pierroise      | 57  | 26 | 12 | 7  | 7  | 38 | 44 | -6   |
| 6    | SS Saint-Louisienne     | 55  | 26 | 10 | 9  | 7  | 28 | 24 | +4   |
| 7    | FC Ouest                | 52  | 26 | 11 | 4  | 11 | 35 | 37 | -2   |
| 8    | SS Jeanne d'Arc P       | 49  | 26 | 8  | 7  | 11 | 24 | 29 | -5   |
| 9    | US Bénédictine          | 47  | 26 | 7  | 7  | 12 | 29 | 37 | -8   |
| 10   | SS Patriote             | 46  | 26 | 6  | 8  | 12 | 21 | 39 | -18  |
| 11   | AS Saint-Philippe       | 45  | 26 | 6  | 7  | 13 | 28 | 49 | -21  |
| 12   | CS Sainte-Marie         | 45  | 26 | 7  | 5  | 14 | 29 | 33 | -4   |
| 13   | SS Capricorne           | 41  | 26 | 5  | 5  | 16 | 25 | 44 | -19  |
| 14   | US Cambuston            | 40  | 26 | 5  | 4  | 17 | 27 | 52 | -25  |